# Paul Ledoux (Maler)
Paul-Eugène Ledoux (* 18. November 1884 in Illkirch-Graffenstaden; † 17. September 1960 in Cannes) war ein elsässischer deutsch-französischer Kunstmaler, Graveur und Illustrator.

## Leben
Ledoux studierte ab 1899 er Kunst an der 1899 Kunstgewerbeschule in Strasbourg, ab 1902 bei Fernand Cormon an der l’école des Beaux-Arts in Paris und ab 1905 an der Kunstakademie in München bei Ludwig von Löfftz und Angelo Jank.
1909 verließ Ledoux München, um wieder in Paris bei Jambon und Bailly zu studieren.
1914, zum Zeitpunkt des Ausbruchs des Ersten Weltkriegs, lebte Ledoux in Paris. Er trat in die französische Armee ein, wurde damit französischer Staatsbürger (zuvor war er Deutscher). Er erhielt als Soldat den Namen Jean Fauconnier und wurde in den Argonnen eingesetzt; seine Beobachtungen hielt er in einem Notizbuch fest. Ledoux arbeitete neben seiner Verpflichtung als Soldat als Dolmetscher, arbeitete für den Abhördienst und später bei Verhören mit deutschen Gefangenen.
Paul Ledoux hatte zwei Brüder, hatte eine Frau und einen Sohn.

## Würdigung / Werk

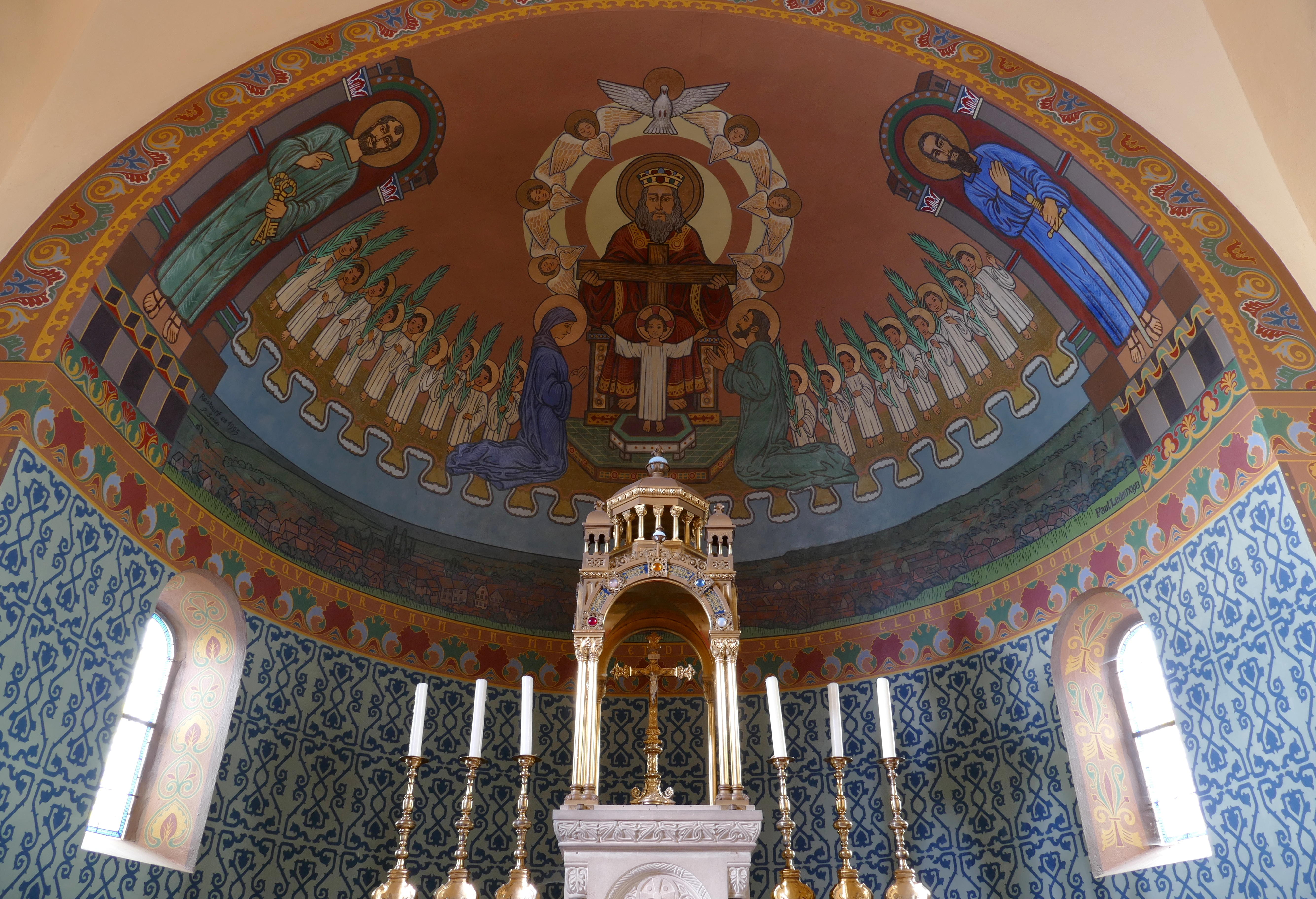
Fresko in der Kirche in Blienschwiller

- Fresko Les Saints Innocents in der Kirche Sts-Innocents in Blienschwiller (1913)[3]

Die Gemeinde Rosheim widmete dem Maler 2018 eine Ausstellung.

## Publikationen
- Jean Variot: Chroniques et Légendes des Villes Alsaciennes. Illustrationen von Paul Ledoux.[7]
- Joseph von Eichendorff: Aus dem Leben eines Taugenichts. Illustriert von Paul Ledoux. 1937[8]